# Ricardo Horta
Ricardo Jorge Luz Horta (Almada, 15 de setembro de 1994) é um futebolista português que atua como extremo. Atualmente joga pelo Sporting Clube de Braga. É irmão do também jogador André Horta.
Atualmente, Ricardo detém o recorde de maior goleador da história do Braga.

## Carreira

### Vitória de Setúbal
Nascido em Sobreda, Almada, Ricardo Horta ingressou nas camadas jovens do Vitória de Setúbal em 2011, transferido do Benfica. Em 7 de abril de 2013 fez sua estreia, entrando como substituto do brasileiro Cristiano num jogo que terminou com a derrota contra o Rio Ave. Ele fez 5 partidas na temporada, todas sendo como substituto.
Em 9 de dezembro de 2013, fez o seu primeiro golo como jogador profissional, sendo este o único golo do jogo contra a Académica. Ele foi um titular frequente durante sua segunda temporada como profissional, tendo jogado 27 partidas e marcado seis golos.

### Málaga
No dia 12 de julho de 2014, ele assinou um contrato de 5 anos com o clube espanhol Málaga. Estreou pelo clube na partida da Liga BBVA de 23 de agosto, na vitória por 1 a 0 contra o Athletic Bilbao.
Seus tempos no país vizinho foram difíceis. Ricardo ficou como suplente durante vários jogos nas três temporadas que esteve em contrato com o time. Em 56 jogos, o português balançou as redes somente três vezes e retornou ao futebol português, inicialmente por empréstimo.
Sua passagem pelo Málaga serviu para que o clube espanhol adquirisse alguns dos direitos econômicos do atleta. Isso, futuramente, geraria um grande problema para Horta e o time espanhol.

### Braga
Após uma disputa com o Benfica, Horta foi oficializado em julho de 2016, o jogador foi anunciado pelo Braga com um contrato de uma temporada mediante a um empréstimo. Nesse mesmo período, o jogador esteve presente em 44 partidas e contribuiu com nove gols para os Arsenalistas. Mesmo tendo perdido as duas finais que disputara, seu desempenho foi sólido o suficiente para que a diretoria o contratasse em definitivo.
Seu decorrer na equipe foi marcado por bons momentos coletivos e individuais. Ricardo passou a dividir o vestiário com seu irmão mais novo a partir da época seguinte e com ele chegou a conquistar três títulos: a Taça da Liga duas vezes (não dividiram o campo no título da temporada 2023–24 por André ter saído da equipe por empréstimo antes da final) e a Taça de Portugal.
Em 2021, no decorrer da temporada que havia iniciado no ano anterior, o jogador chegou a receber a braçadeira de capitão em algumas oportunidades durante a época, mas foi durante os meses de 2021–22 que Horta assumiu o posto de líder da equipe e assim ficou durante os anos seguintes.
Ainda em 2021, ele igualou Chico Gordo, avançado angolano que representou o clube na segunda metade da década de 1970, como o maior goleador da história do clube. Ele marcou seu gol recordista diante uma vitória contra o Ludogorets na Fase de Grupos da Liga Europa.
No início da temporada de 2022–23, Horta estava consolidado como principal peça do clube Arsenalista. Com tamanho destaque, o jogador chamou, novamente, a atenção do Benfica que tentou a sua contratação por 17 milhões de euros. A proposta foi recusada pelo presidente dos Minhotos, e isso gerou um grande impasse com o Málaga, que havia negociado Horta com a condição de que o clube seria obrigado a vendê-lo caso recebesse um valor superior a 5 milhões de euros pelo atacante.
O Málaga possuía 67% do passe de Horta, e, com a recusa do Braga, o time português devia adquirir a totalidade do passe do jogador. O presidente recusou-se a negociar seu principal atleta, alegando que o Benfica estava a pressionar o time espanhol para que a venda de Ricardo acontecesse. Futuramente, o clube da Espanha processou os Minhotos e venceu o processo. A FIFA, então, condenou o time de Portugal a indenizar os Blanquiazules em 12,3 milhões de euros.

## Carreira internacional
Ricardo fez parte da seleção portuguesa sub-20 no Torneio Internacional de Toulon de 2014. Ele conseguiu sua primeira convocação à seleção principal em 7 de setembro desse ano - uma semana antes de seu aniversário de 20 anos - entrando como substituto de William Carvalho no começo do segundo tempo na derrota contra a Albânia pela fase de qualificação para a UEFA Euro 2016.
Na sua estreia num mundial em 2 de dezembro de 2022, marcou aos 5 minutos o primeiro golo da seleção nacional contra a Coreia do Sul, no derradeiro jogo do Grupo H, do Mundial 2022, no Qatar, sendo o golo 55.º de Portugal em fases finais do Mundial.

## Títulos
Braga
- Taça da Liga: 2019–20, 2023–24

- Taça de Portugal: 2020-21